# Raimondo Carta Raspi

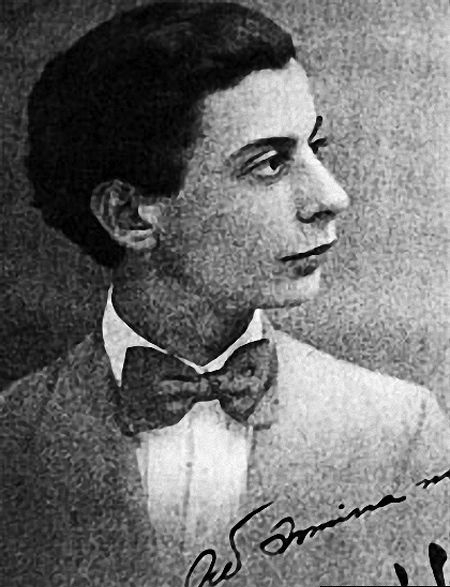
Una foto di Carta Raspi da giovane.

Raimondo Carta Raspi (Oristano, 21 maggio 1893 – Cagliari, 1965) è stato uno storico, editore ed intellettuale italiano.

## Biografia
Studiò scienze sociali a Firenze con Angelo Corsi e Sardus Fontana, e dopo la laurea tornò in Sardegna nel 1922, stabilendosi a Cagliari.
Negli anni immediatamente successivi al fascismo andò coinvolgendo sempre più capillarmente gli ambienti culturali ed artistici isolani, ai quali forniva per la prima volta una visibilità esterna. Mentre le istanze di rivalutazione etnica locali, anche note come "sardismo culturale", davano vita ad un fermento senza precedenti e lo sviluppavano in seno al nuovo regime, Carta Raspi non aderì alla piega politica di queste tendenze ed animò una sorta di fronda letteraria cui diede il nome di "Federazione mediterranea". Nel 1923 fondò per suo conto, e come strumento  della federazione, la casa editrice Il Nuraghe, per la quale, con la collaborazione di alcuni intellettuali ed artisti come Filiberto Farci, Giovanni Antonio Mura, Filippo Addis, Pietro Casu, ed altri, creò una omonima rivista culturale (1923-1930).
La rivista, che ottenne nel 1924 il premio Merello, terminò le pubblicazioni nel 1930, avendo nel frattempo ospitato le espressioni di numerosi intellettuali non allineati con l'imperante filo-fascismo della cultura regionale.
La casa editrice invece operò nel recupero storiografico, redistribuendo in copia anastatica opere allora poco note ma assai importanti per la storia ed in generale per la conoscenza della Sardegna, a partire dal "Viaggio in Sardegna" di Alberto La Marmora, che testa un fondamento per gli studi sulla regione. Fra gli autori pubblicati, ci furono anche Max Leopold Wagner, che tracciò le basi fondamentali per lo studio della lingua sarda e Pietro Martini ("il sardo Muratori"), autore dei primi compendi di storia sarda e della catalogazione dei lavori in argomento; ed oltre a questi Camillo Bellieni, Valery ("Voyage en Sardaigne"), ed alcuni poeti ed autori teatrali della regione. Fra le altre pubblicazioni, raccolte di saggi ed immagini (anche pittoriche) sulle tradizioni etnografiche, come ad esempio una del 1930 sui costumi (intesi come abiti della tradizione). Parte quindi della diffusione e dell'attuale notorietà di queste opere è effetto della ripubblicazione che ne fece questa casa editrice, nella quale il Carta Raspi era alacre editore, autore, distributore ed all'occorrenza anche traduttore e prefatore, come per "Bergers et Bandits. Souvenirs d'un voyage en Sardaigne" di Emanuel Domenech, un testo che considerava contenente concetti "puerili" e che inserì nella collana "Alla scoperta della Sardegna. Collezione di viaggi" al fine di evidenziare la cattiva informazione a volte trasmessa sull'Isola.
Nel 1930 con "Sardegna terra di poesia - Antologia poetica dialettale sarda" realizzò una delle prime raccolte di questa vasta produzione in lingua sarda, sino ad allora di scarsa attenzione editoriale. Va ricordato che, nel periodo, l'uso di lingue diverse da quella italiana iniziava ad essere combattuto dal fascismo, che mirava ad una unificazione nazionale anche sotto l'aspetto linguistico.
Nel 1933 Carta Raspi scrisse e pubblicò "Castelli medioevali di Sardegna", che resta un testo di riferimento per lo studio del sistema delle fortificazioni in età giudicale, probabilmente la prima opera a trattarne organicamente. Nel 1937 invece ripubblicò come editore il Condaghe di Santa Maria de Bonàrcado, un antico documento del XIII secolo noto per essere, fra i primi testi in lingua sarda, la più importante testimonianza dello sviluppo di dialetti in seno alla lingua sarda stessa. L'anno successivo uscì un suo studio su "Le classi sociali nella Sardegna medioevale".
Nel 1944 scrisse "Verso l'autonomia - la Sardegna dalla prima alla seconda guerra mondiale", che pubblicò sempre per Il Nuraghe, che nel frattempo era divenuta una fondazione.
Nel dopoguerra, rafforzando la sua vicinanza al Partito Sardo d'Azione di Emilio Lussu (conosciuto durante gli anni venti), fu tra i sostenitori delle istanze autonomistiche isolane, e nel 1946 fondò la rivista Il Shardana, che ebbe però breve vita, terminando le pubblicazioni l'anno successivo dopo solo 10 numeri. Il nome ricorda l'antico popolo degli Shardana cui molti nell'isola, e Carta Raspi fra questi, fanno risalire le origini del popolo dei Sardi, ma indica anche uno studio personalmente compiuto a proposito dell'ipotesi del "grande cataclisma" del 1200 a.C., con il quale si sarebbero avuti innalzamenti delle acque del Mediterraneo e la sommersione di alcune antiche città fenicie come Nora (queste teorie sono contigue a quelle su una Atlantide sarda ed hanno goduto recente reviviscenza). In particolare Carta Raspi sostenne l'ipotesi di una città del VI secolo a.C. chiamata "Neapolis" nel territorio comunale di  Guspini, e di un'altra chiamata "Nure", che sarebbe stato un porto nella zona di Alghero. La rivista in ogni caso si occupò diffusamente di temi autonomistici.
Nel libro Storia della Sardegna, non parla di cataclisma, ma di innalzamento delle acque di circa 2,5 metri, che ricoprì parecchi porti e città Mediterranee.